# Fédération gabonaise des échecs
La Fédération gabonaise des échecs (anciennement Association pour le développement des échecs au Gabon) est l'organisme qui a pour but de promouvoir la pratique des échecs au Gabon.
La FGE est affiliée à la Fédération internationale des échecs depuis 2007 et est également membre de l'Association internationale des échecs francophones.